# Jednostka taktyczna
Jednostka taktyczna – dawniej oddział wojskowy posiadający zdolność do wykonywania zadań taktycznych, samodzielnie lub w ramach większych związków taktycznych. Najmniejszą jednostkę taktyczną stanowił batalion (w artylerii - dywizjon). Zgodnie z ówczesnymi poglądami szwadron był pododdziałem organizacyjnym i taktycznym pułku kawalerii.
W Korpusie Ochrony Pograniczna, istniejącym w latach 1924–1939, podstawowymi jednostkami taktycznymi były: batalion w piechocie i szwadron w kawalerii.